# Prato Nevoso
Prato Nevoso (o anche Pratonevoso) è una località sciistica, frazione del comune di Frabosa Sottana, in provincia di Cuneo, nei pressi di Mondovì, facente parte del Mondolè Ski. La sua offerta sciistica è rivolta maggiormente a una clientela di livello sciistico di media difficoltà per la relativa facilità delle sue piste, ma il richiamo turistico è notevole perché la stazione è situata in una zona molto soleggiata e calda. L'intraprendenza dei suoi gestori e il continuo rinnovamento dei suoi impianti di risalita le hanno regalato l'appellativo di "Sestriere del Cuneese".

## Generalità
La sua storia risale ai primi anni sessanta quando un gruppo di imprenditori liguri decise di creare una stazione invernale facilmente raggiungibile sia da Savona e Genova sia da Torino. La scelta cadde su degli alpeggi situati nel comune di Frabosa Sottana a una altitudine di oltre 1500 metri. I veloci lavori di edificazione e i bassi costi iniziali degli appartamenti favorirono un rapido popolamento del nuovo comprensorio turistico e la presenza dell'autostrada A6 Savona-Torino (raddoppiata negli anni novanta) ha contribuito accelerando ulteriormente tale processo e consentendo a Prato Nevoso di diventare meta abituale soprattutto per nuclei familiari. Nello stesso arco di tempo il segno demografico di Frabosa Sottana, che da settant'anni stava perdendo progressivamente abitanti, ha invertito rotta tanto che il comune ha registrato da allora un nuovo incremento nella popolazione residente.

## Storia
Lungo i tornanti esposti a sud (sulla sinistra della grande conca sede dell'arrivo delle piste) sono cresciute nel tempo numerose costruzioni e alcuni alberghi. 
Pur mancando un vero e proprio centro di aggregazione il borgo ha acquistato una propria e definita connotazione. Nell'immagine: Prato Nevoso come appariva negli anni cinquanta.
L'idea di realizzare una nuova stazione turistica in una remota contrada del Monregalese, detta allora "case Prà Nevoso", lungo le pendici occidentali del Monte Malanotte risale già al 1960 e si deve a un imprenditore savonese, Giacomo Dodero, abituale frequentatore di Frabosa Soprana (dove possedeva una casa) e appassionato camminatore. 
Fu proprio in seguito a una delle numerose escursioni effettuate sui monti a sud di Frabosa che egli ebbe modo di constatare l'abituale abbondanza di innevamento nel sito tra il Malanotte e la Colla del Prel, dove esisteva solo una breve sciovia.
Nel 1963, Dodero costituisce assieme al dottor Glauco Lolli Ghetti, presidente della società Carbonavi di Genova, la società Prato Nevoso Spa, allo scopo di realizzare una nuova stazione di sport invernali. Il momento sembra indubbiamente favorevole all'iniziativa, dato che il tasso di spopolamento dei paesi della Comunità Montana "Valli del Monregalese" in generale e delle due Frabose in particolare (-30% dal '51 al '71 per Frabosa Sottana, -40% per la Soprana) è tale da destare preoccupazione, tanto più che l'economia del comprensorio poggia su un'agricoltura in via di dissolvimento, su qualche cava di pietrisco calcareo e sabbia quarzifera e su una villeggiatura estiva concentrata a Frabosa Soprana e a Lurisia.
Per quanto concerne gli sport invernali, se Frabosa Soprana comincia a mostrare i suoi limiti, dovuti alle quote basse e a pendii adatti a sciatori provetti, il sito di Prato Nevoso presenta caratteristiche favorevoli allo sviluppo dello sci di massa: quota di base piuttosto elevata (1480 m) e un'esposizione a nord-ovest; presenza di un singolare pianoro lievemente depresso verso il centro, ai piedi del Monte Malanotte, e con vocazione "naturale" a fungere da grenouillere e da zona di convergenza delle piste di rientro nella stazione; pendii sciabili con pendenza non elevata, che si sviluppano tutte al di sopra del limite del bosco, e relativa vicinanza a Savona (96 km) e a Torino (100 km) oltreché a Cuneo (40 km). Come spesso accade per i siti prescelti per la realizzazione di nuove stazioni, manca la strada di accesso e l'unica infrastruttura esistente si riduce a una mulattiera. La convenzione stipulata col comune di Frabosa Sottana prevede l'obbligo da parte della società Prato Nevoso Spa di realizzare le fognature, l'acquedotto e la strada carrozzabile, la cui manutenzione dovrà essere a carico della società per 15 anni, mentre il comune cede in cambio circa 100 ettari di terreno, che ha provveduto in via preliminare ad acquistare dai singoli proprietari, al prezzo di 23 milioni di lire di allora (1963).
Nel 1963 viene dunque elaborato dal geometra Lanza il progetto della strada, lunga 3 km dal Bivio Bergamini e con sette tornanti: i lavori per la sua realizzazione, iniziati nel 1965, sono ultimati nello stesso anno, e raggiungono il costo di 1 miliardo di lire di allora (la carrozzabile verrà asfaltata due anni dopo nel 1967). La nascita di Prato Nevoso dal punto di vista urbanistico risale però al 1966, quando l'architetto Accinelli di Finale Ligure realizza l'Hotel Mondolè, grosso complesso che con i suoi spioventi molto inclinati e che avrebbe dovuto costituire il modello di riferimento per le costruzioni successive; il centro civico della nuova località, comprendente anche la chiesa, viene realizzato dallo stesso architetto un po' più in alto, a quota 1600 lungo le pendici del Monte Malanotte. Va sottolineata l'opportunità della scelta di concentrare l'urbanizzazione sul lato orientale della conca per lasciare completamente libero lo spazio (circa 90.000 m²) destinato ad accogliere l'arrivo delle piste, la grenouillere, un campo di pattinaggio su ghiaccio, un piccolo anello per lo sci di fondo; questa soluzione ha peraltro comportato la necessità di sviluppare verso l'alto – attualmente le costruzioni più avanzate si spingono fino a quota 1710, appena 30 m al di sotto della vetta del Malanotte – con conseguenti notevoli difficoltà di spostamento all'interno della stazione (forte dislivello, distanza), che tra la parte bassa e la parte alta presenta anche differenti condizioni micro-climatiche (in alto il vento si fa sentire, la strada è spesso gelata, la nebbia più frequente).

Un intervento urbanistico effettuato dalla Prato Nevoso Spa è la famosa, lunga "galleria" commerciale, un porticato che si sviluppa per una lunghezza di circa 300 m da quota 1480 a quota 1510 e situato quindi all'ingresso della stazione, che richiama analoghi interventi effettuati nei più moderni centri turistici francesi. 

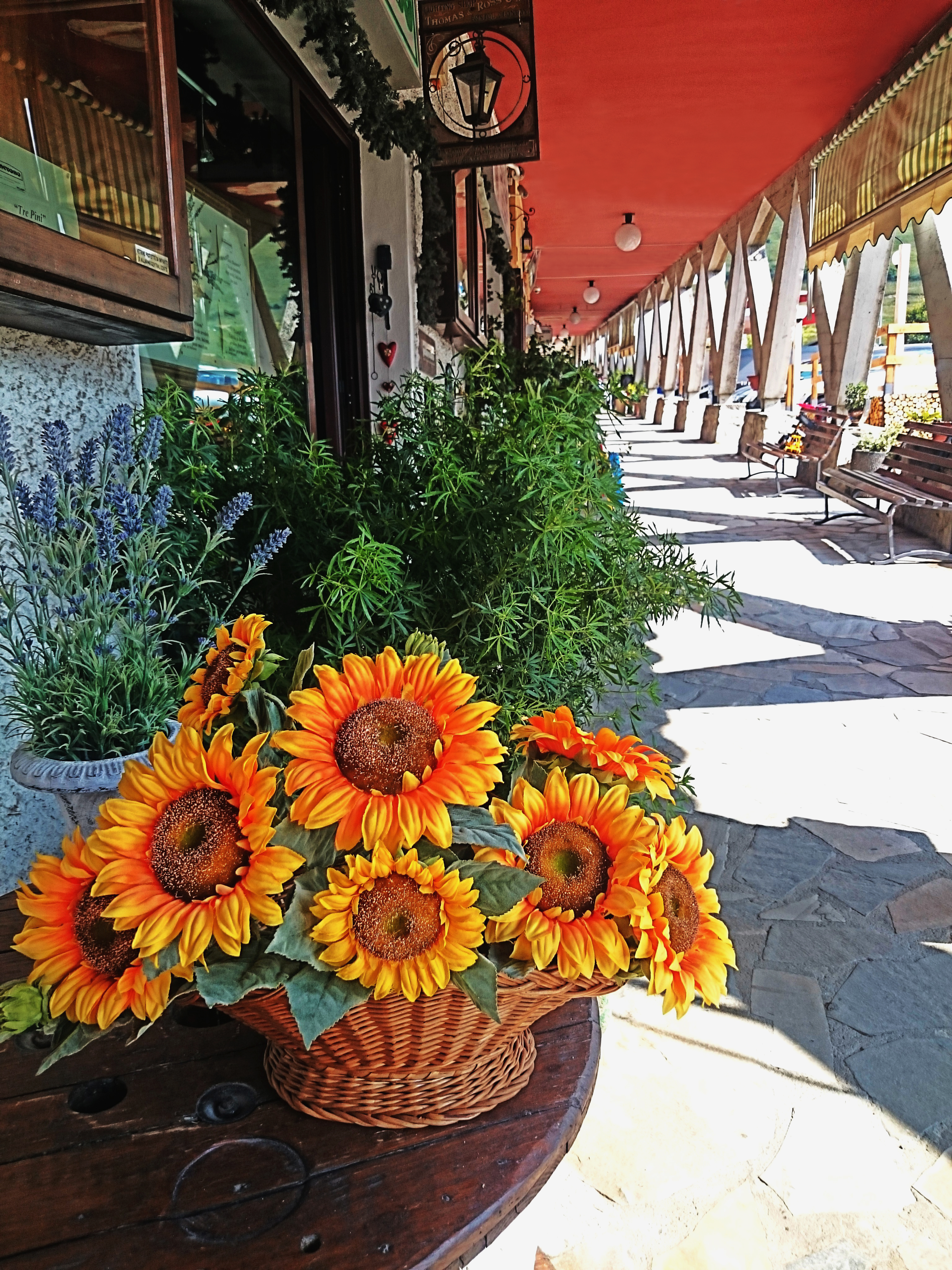
Un tratto della "galleria" commerciale di Prato Nevoso nel periodo estivo
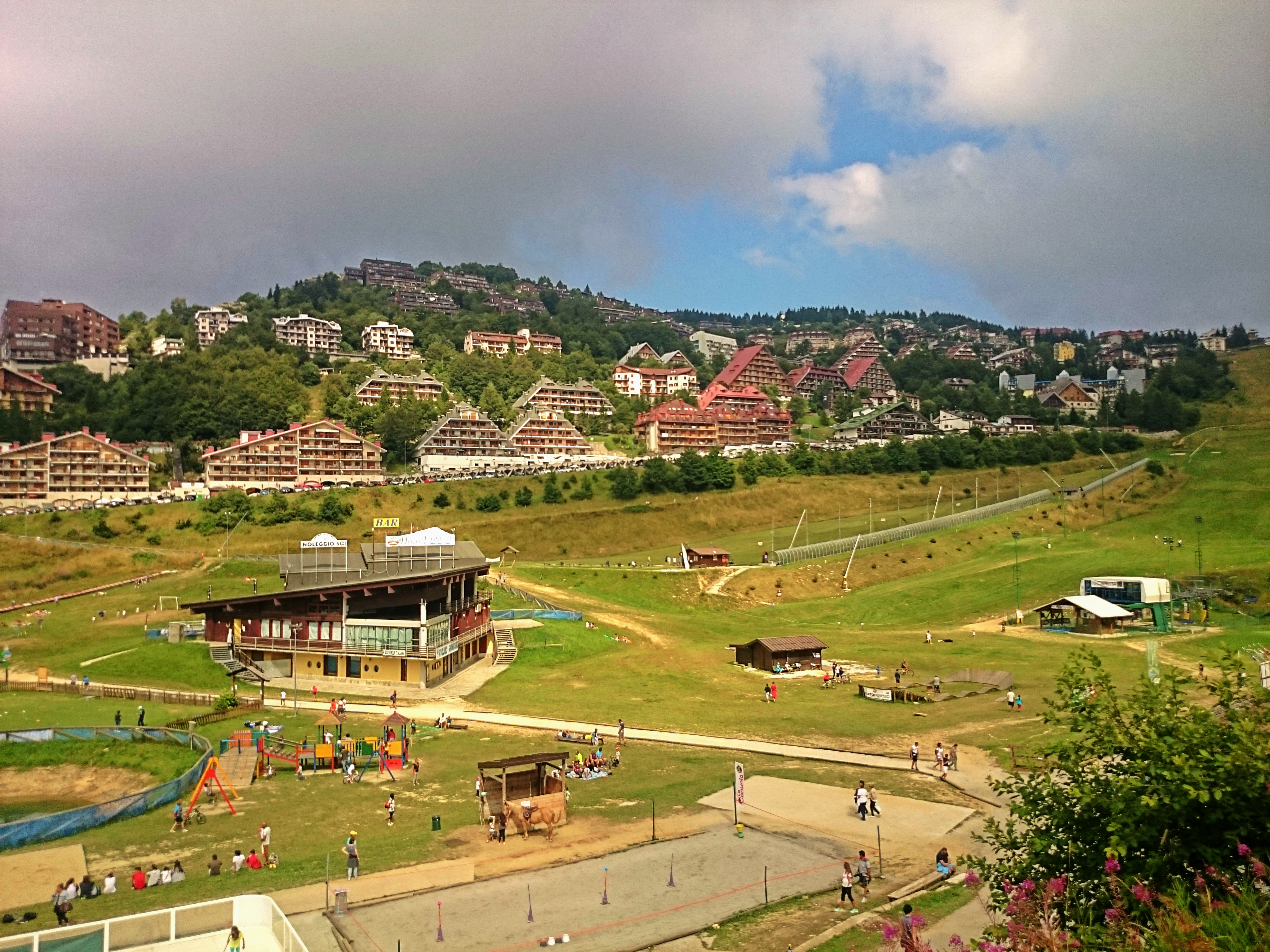
Nei mesi estivi la conca si trasforma in un grande e verdeggiante parco, dove poter praticare altre attività outdoor

Le volumetrie realizzate sono indubbiamente ingenti (è stato autorizzato l'indice 3 m³ per 1 m²) e gli immobili si dispongono "a gradinata" lungo l'acclive pendio che scende dal Malanotte, in buona parte negli spazi compresi tra i tornanti della strada che si arrampica verso la vetta della montagna, differendo molto, quanto a forme architettoniche, dagli edifici a spioventi molto inclinati della parte bassa. La ricettività dei 3800 appartamenti, senza contare le nuove realizzazioni degli ultimi anni in conca, applicando il coefficiente di quattro letti per alloggio – giustificabile con le ridotte dimensioni di tali unità abitative – sarebbe di 15.200 letti, ma l'affollamento che in essi si registra in ogni periodo di punta e nei fine settimana consiglierebbe di elevare la stima ad almeno 17-18.000 letti, cui si aggiungono le migliaia di pendolari del sabato e della domenica (ne sono stati calcolati anche 10.000 in un solo giorno). Nei sei esercizi alberghieri si registrano invece appena 360 letti (di cui 150 nel solo Grande Albergo Mondolè) a testimonianza dell'enorme squilibrio esistente fra ricettività in seconde case e ricettività commerciabile. Questa ingente massa di turisti è costituita in buona parte da sciatori, dato il carattere della stazione, che poco si presta allo shopping o al tranquillo relax invernale. Si deve infine osservare che Prato Nevoso è divenuto un centro permanentemente abitato, nel quale si contavano nel 1971 36 residenti, saliti a 72 nel 1981, le cui attività sono ovviamente legate alla manutenzione degli alloggi e all'apertura degli alberghi e degli esercizi commerciali.
Sono da rilevare ancora le vicende finanziarie per cui nel 1979 la società che controllava la Prato Nevoso Spa e cioè la Nai (ex-Carbonavi) di Genova, è diventata di proprietà dell'imprenditore genovese Mantovani e alla metà degli anni ottanta è stata assorbita dalla finanziaria Gerolimich, anch'essa con sede a Genova. Nel 1991 si assiste allo scorporo della Prato Nevoso Srl (ex Spa) che si occupa dei terreni ancora edificabili (per una volumetria di 184.000 m³) dalla Prato Nevoso Ski Srl che possiede gli impianti di risalita. Negli ultimi anni la proprietà di quest'ultima è passata ancora di mano e ora il comando è posseduto da una cordata di imprenditori locali e liguri.

### La grande rinascita
Negli anni novanta la ripetuta scarsità di precipitazioni nevose aveva portato la stazione in uno stato di crisi dal quale si è risollevata grazie a un'opera di ammodernamento degli impianti di risalita, non più sufficienti alla richiesta degli amanti dello sci, un aumento del numero dei cannoni impiegati per l'innevamento artificiale e per ultimi l'adozione dell'illuminazione di due piste per praticare lo sport dello sci anche in ore serali e la realizzazione di uno snowpark per gli amanti dello snowboard.
Nel rilancio della stazione, infine, non è da sottovalutare la realizzazione del collegamento con gli impianti di risalita della vicina stazione gemella di Artesina e in seguito con quelli di Frabosa Soprana che ha permesso la nascita e l'ampliamento del maxi comprensorio sciistico Mondolè Ski. La forte richiesta di case per le vacanze ha generato in anni più recenti una nuova iniziativa di grande respiro basata su un progetto per un migliaio di nuovi appartamenti teso a sviluppare particolarmente la parte del borgo nuovo.
A partire dall'anno 2000 la gestione della stazione sciistica passa agli imprenditori Gianluca Oliva e Andrea Biasotti che con importanti investimenti finanziari la trasformano in una stazione viva e ricca di eventi, con particolare attenzione all'aspetto divertimento degli ospiti. Gli impianti di proprietà vengono continuamente rinnovati e modernizzati, e questo ha fatto sì che Prato Nevoso e il Mondolè siano diventati, con i loro 130 km di piste, il comprensorio più grande della provincia di Cuneo.
Grazie alla realizzazione di un impianto di innevamento centralizzato, viene garantita la presenza di neve sull'intero comprensorio di Prato Nevoso, dalla conca alle piste da discesa. Vengono realizzati nuovi edifici in una zona soleggiata e vicina agli impianti, il Borgo Stalle Lunghe, che è diventato un moderno complesso residenziale integrato nel paesaggio. Qui sono presenti appartamenti di lusso, residence, un centro estetico, una spa, una palestra e inoltre negozi e ristoranti.
L'operazione ha dato impulso a una nuova vita, anche estiva, per Prato Nevoso. Gli amministratori della società hanno voluto puntare anche e soprattutto sulle famiglie facendo diventare Prato Nevoso la stazione dei bambini. Per questo motivo, in conca è stato realizzato il Prato Nevoso Village, il parco giochi sulla neve con gonfiabili, piste tubing e animazione giornaliera.
Sono state organizzate anche attività rivolte ai giovani, anche sotto l'aspetto divertimento con l'organizzazione di grandi eventi totalmente gratuiti. Si inizia l'8 dicembre con l’Open Season, la festa di apertura della stagione invernale con la presenza di grandi artisti ogni anno diversi, per poi proseguire con il Capodanno in Conca e con lo Spring Splash, che nel 2024 è arrivato alla sua tredicesima edizione. Durante l’inverno sono organizzati i Winter Wheels, la gara di moto e quad sulla neve, con discese in bicicletta, kermesse di freestyle, gare di bob e molto altro. 
La stagione 2009-2010, dopo 150 giornate di sci, con impianti aperti e piste agibili, si è chiusa facendo registrare numeri elevati: 413.500 presenze per un totale di oltre 4.600.000 passaggi agli impianti di risalita.
I mesi con più presenze sono stati gennaio, con 115.000 presenze per circa 1.350.000 passaggi, e febbraio, con 125.000 presenze per circa 1.500.000 passaggi. Il comprensorio sciistico del Mondolé si attesta tra i più grandi e i più visitati nel panorama nord-ovest italiano, con una notevole presenza di stranieri provenienti per lo più da Francia, Inghilterra e Germania.

## Sport

### Ciclismo
Giro d'Italia
In tre occasioni il Giro d'Italia ha avuto la località di Prato Nevoso come sede di arrivo di tappa:
| Anno | Tappa | Partenza      | km  | Vincitore di tappa    | Maglia rosa          |
| ---- | ----- | ------------- | --- | --------------------- | -------------------- |
| 1996 | 13ª   | Loano         | 115 | Pavel Tonkov          | Pavel Tonkov         |
| 2000 | 18ª   | Genova        | 173 | Stefano Garzelli      | Francesco Casagrande |
| 2018 | 18ª   | Abbiategrasso | 196 | Maximilian Schachmann | Simon Yates          |

Tour de France
Anche il Tour de France ha avuto la località di Prato Nevoso quale sede di tappa: nella 15ª tappa dell'edizione del 2008, la corsa arrivò dal comune francese di Embrun, con vittoria dell'australiano Simon Gerrans.

### Sci per disabili
Da alcuni anni la stazione si rivolge in modo particolare alle persone disabili che vogliano sciare, mettendo a disposizione tecnici e maestri specializzati nell'insegnamento dello sci e snowboard ai portatori di disabilità, utilizzando attrezzature idonee e strutture adeguate. L'organizzazione DiscesaLiberi (Passione Sportiva senza Barriere) è operativa in Prato Nevoso dal 2011.
- 2014: si svolsero i Campionati Italiani Disabili-FISIP 2014. Si tennero le gare di Sci Alpino, di Sci Nordico e di Snowboard.
- 2015: si svolse una gara di Coppa Italia-FISIP per atleti Disabili.
- 2016: si svolsero due gare di Coppa Italia-FISIP per atleti Disabili.
- 2019: si svolsero due gare di Coppa Italia-FISIP per atleti Disabili.
- 2020: si svolsero tre gare valevoli per la Coppa del Mondo Paralimpica di Sci Alpino (WPAS).

## Galleria d'immagini

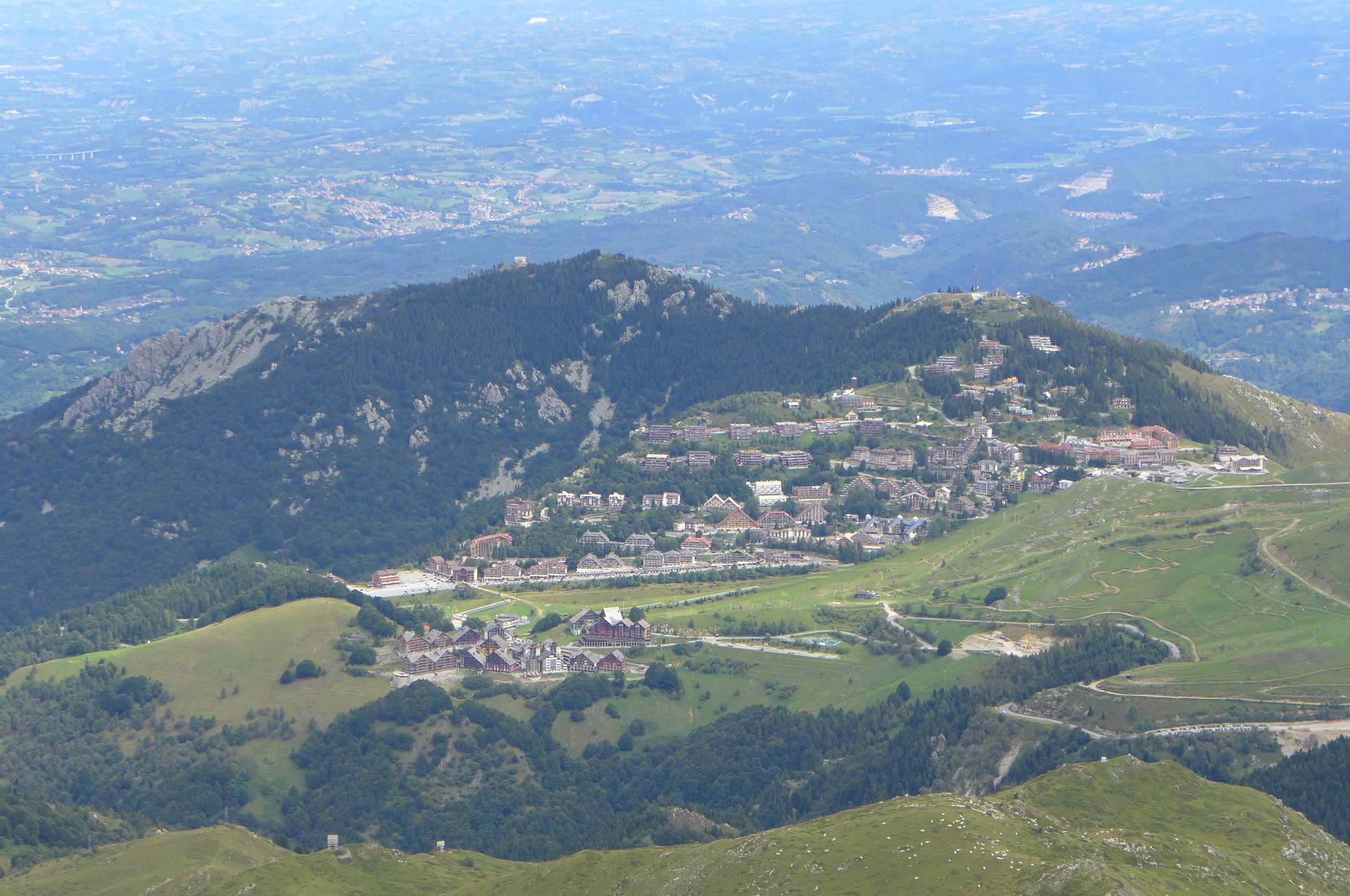
Visione estiva d'insieme dalla cima del monte Mondolé.

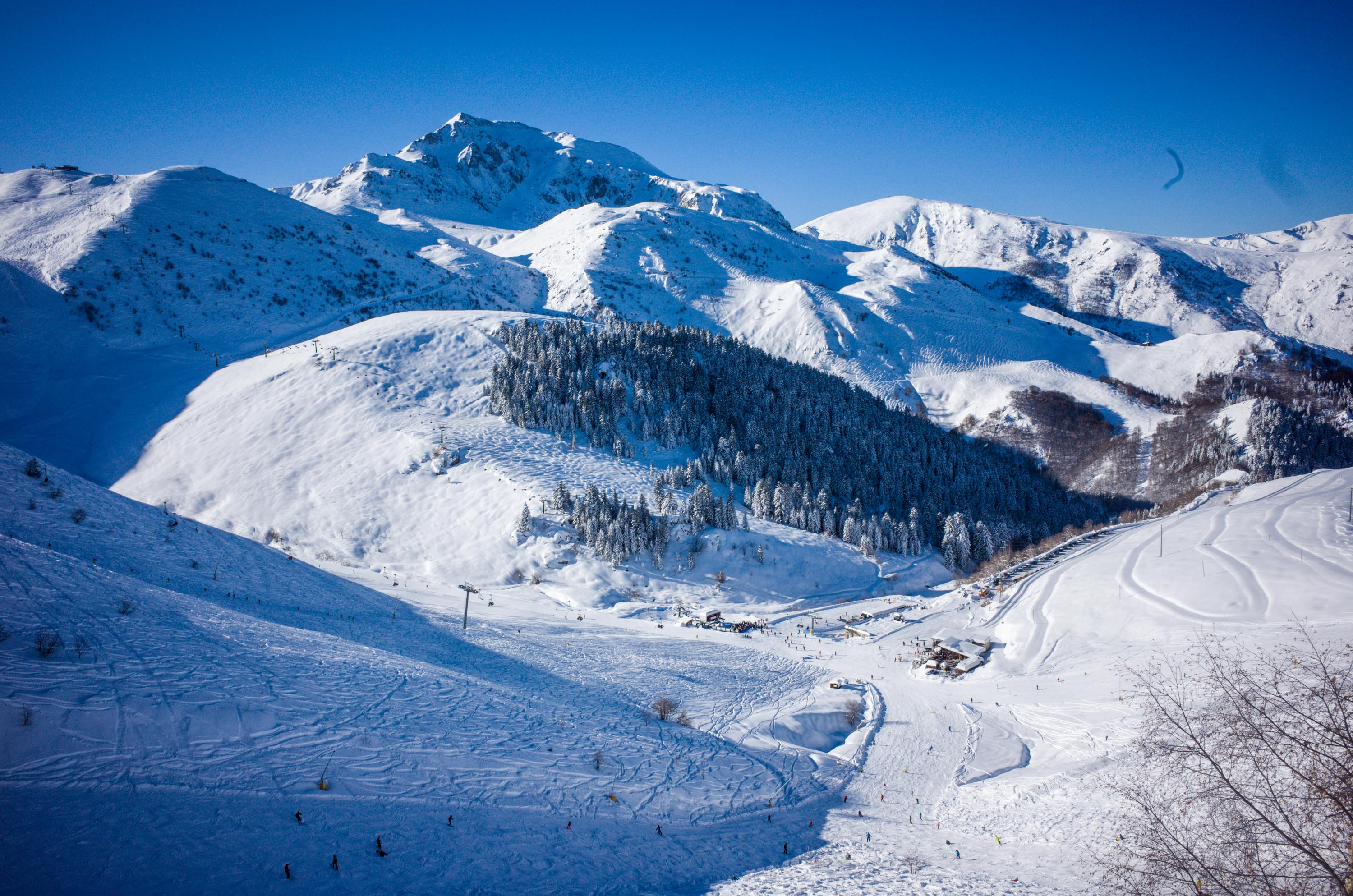
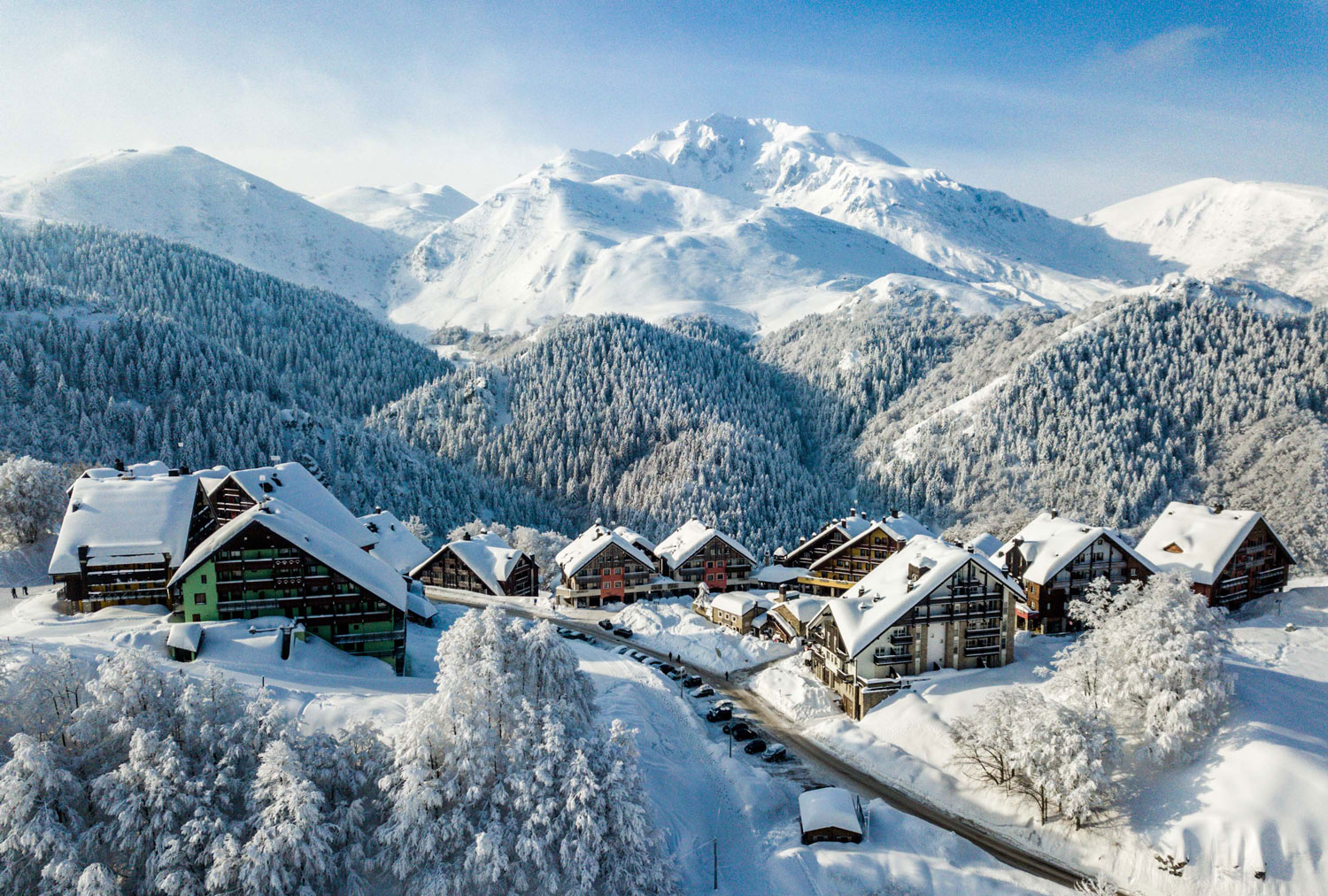
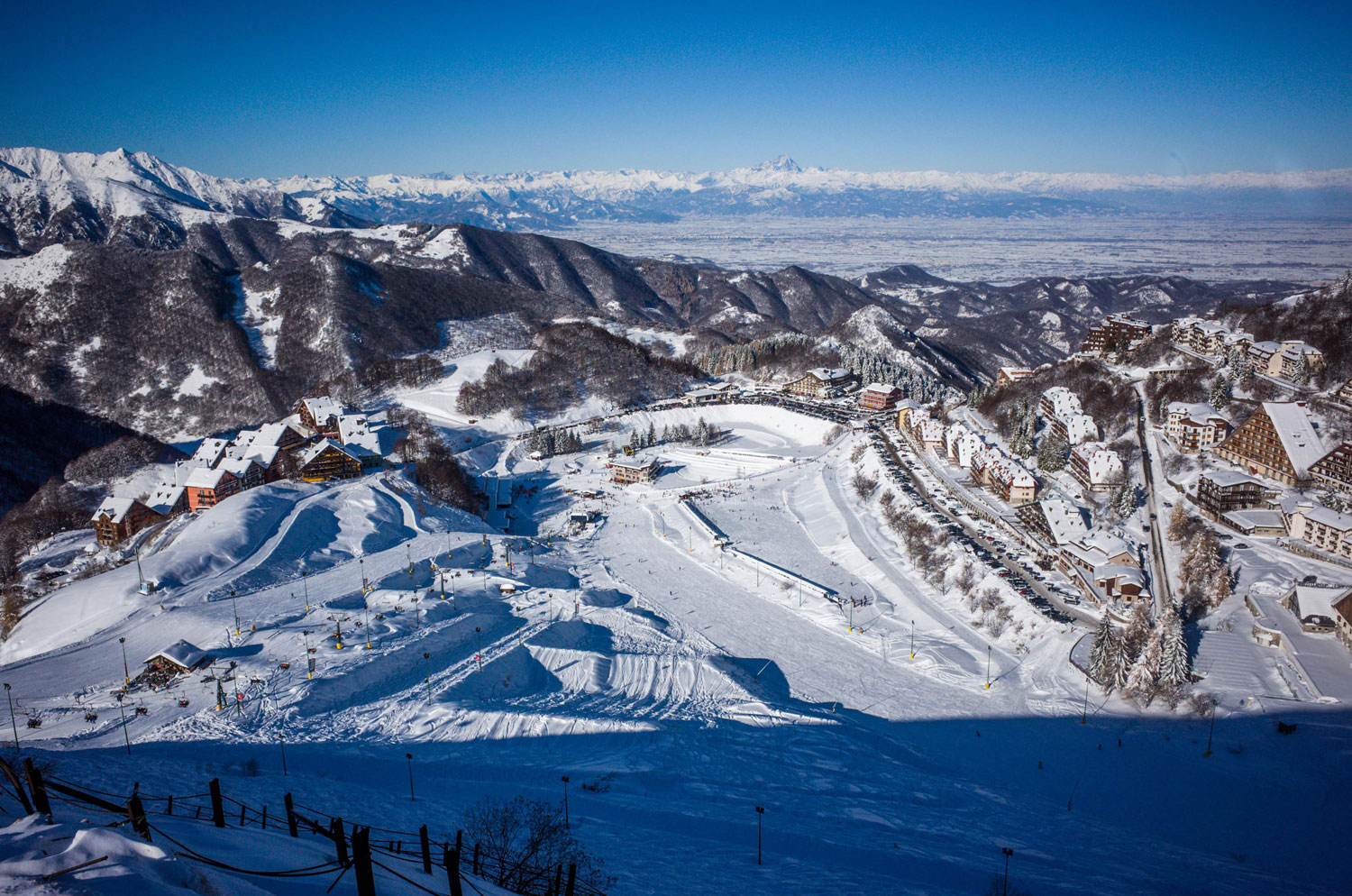
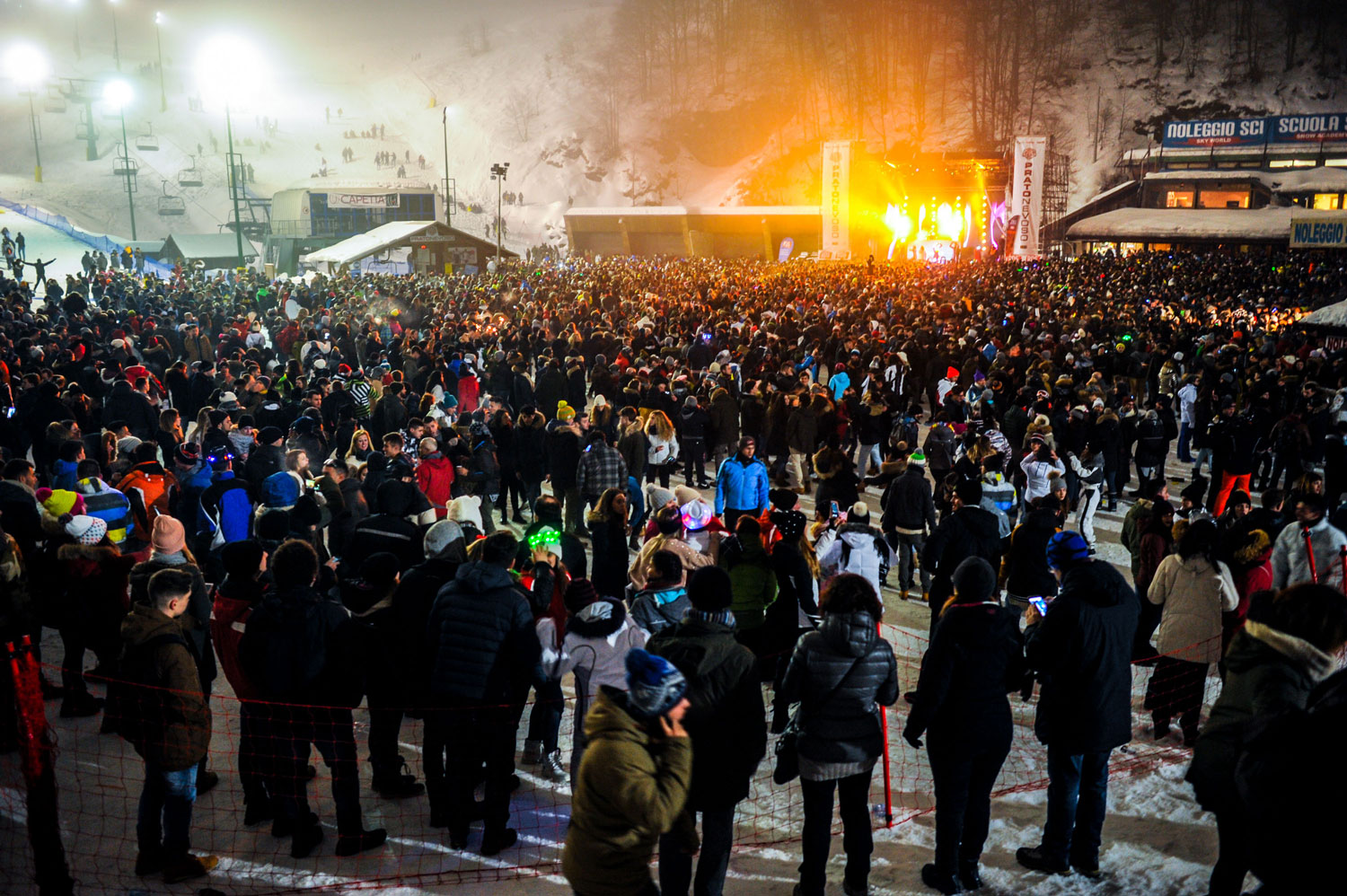

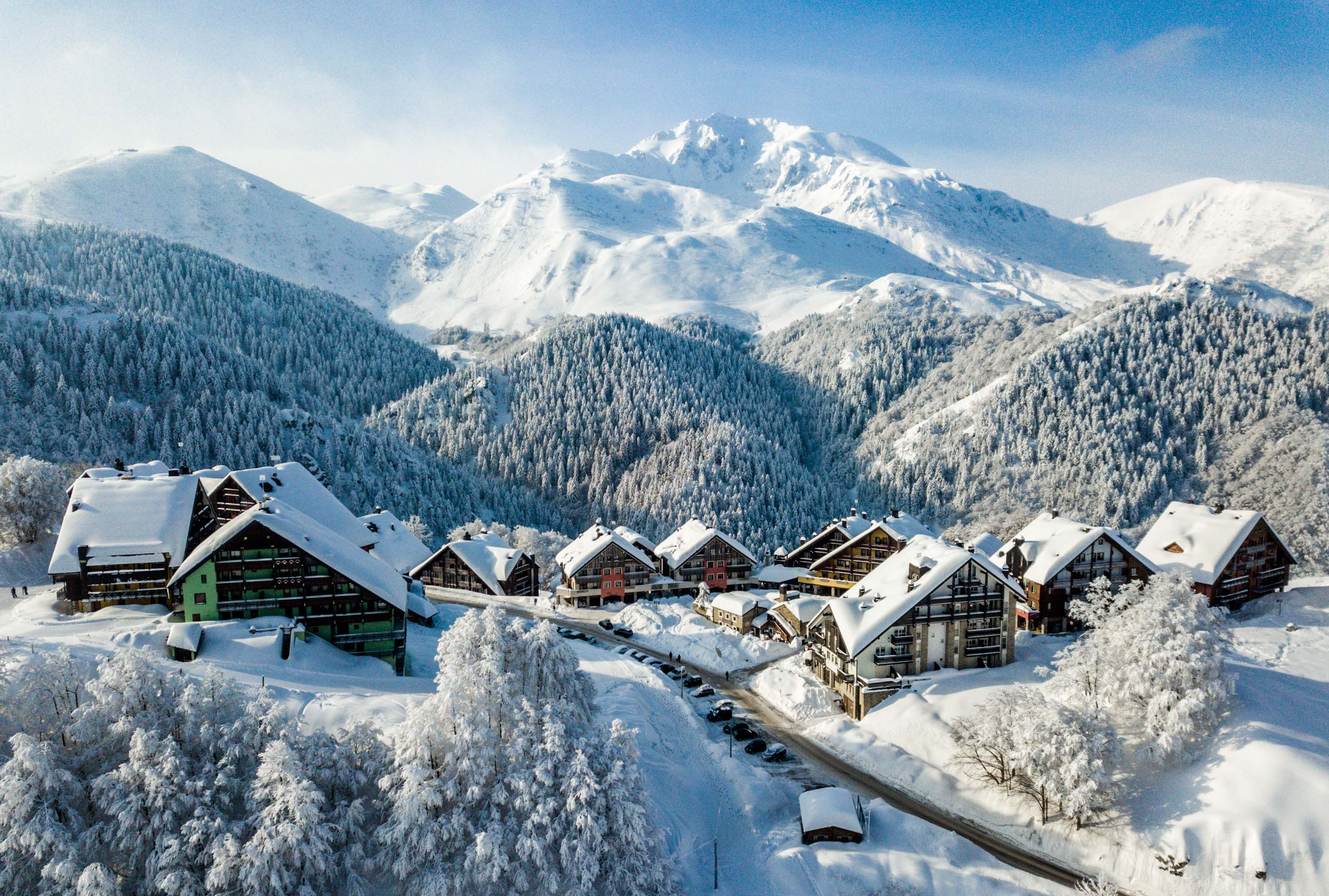
Prato Nevoso immagine invernale
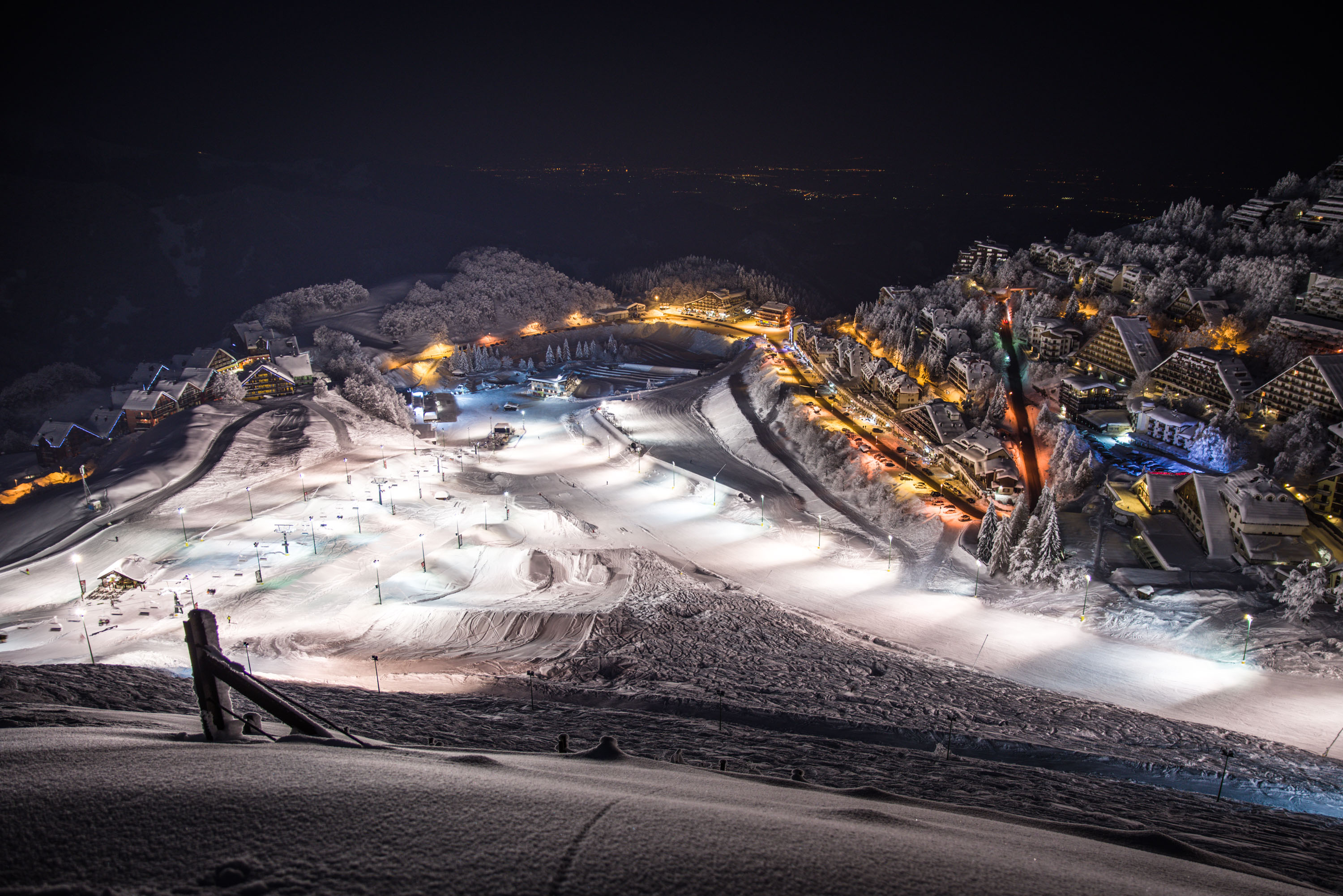
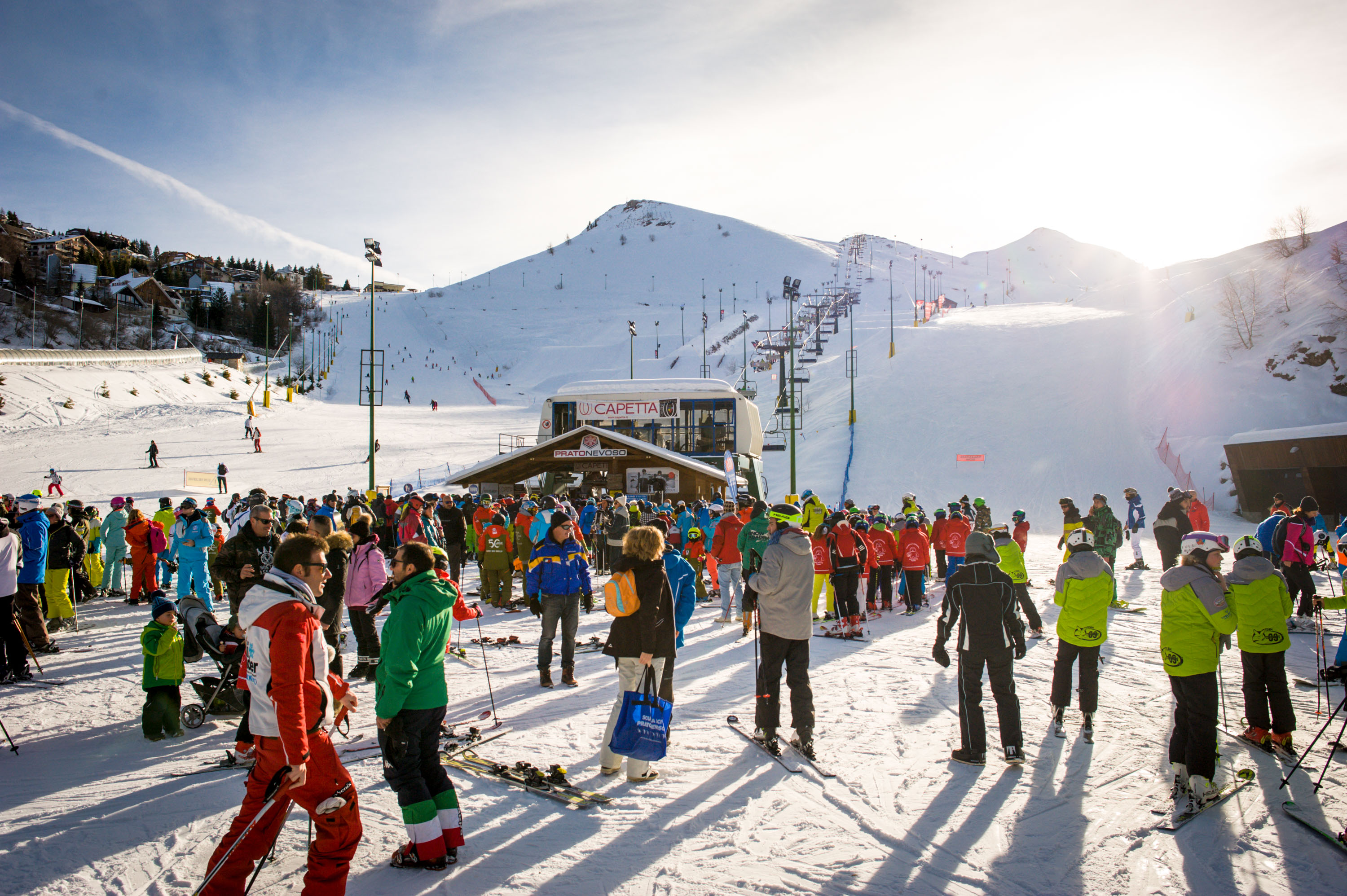
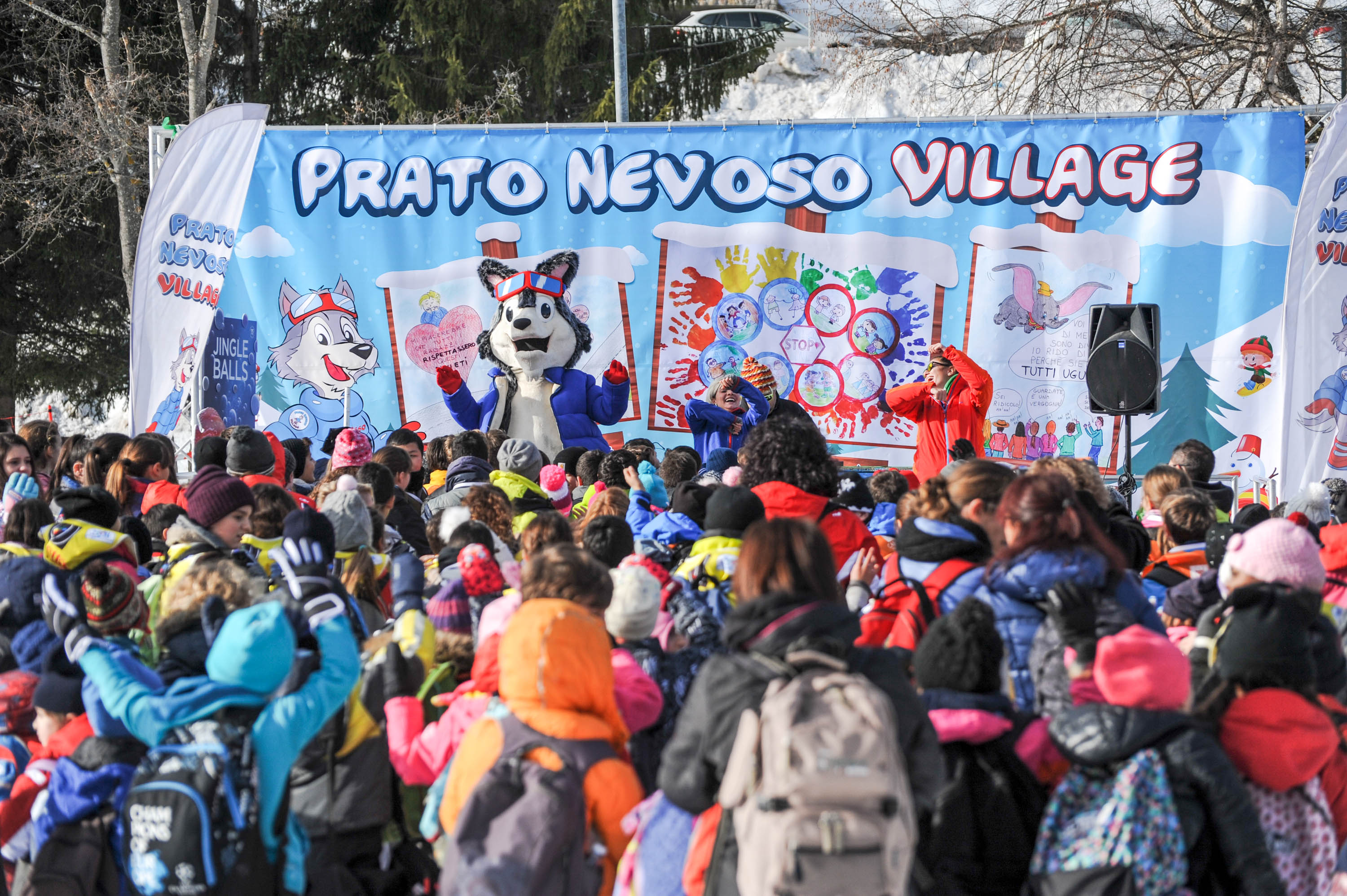
Prato Nevoso Village